# یاتان (شهرستان نوکت)
یاتان (به قرقیزی: Ятан، ياتان) یک روستا در قرقیزستان است که در شهرستان نوکت واقع شده‌است. یاتان ۲٬۱۷۰ نفر جمعیت دارد.